# Variemarginula fujitai
Variemarginula fujitai is een slakkensoort uit de familie van de Fissurellidae. De wetenschappelijke naam van de soort is voor het eerst geldig gepubliceerd in 1963 door Habe.